# Praia de Cacela Velha
Praia de Cacela Velha
A praia de Cacela ou praia de Cacela Velha, também designada Praia da Fábrica é uma praia que se situa na extremidade poente da antiga Península de Cacela, a sul da aldeia histórica de Cacela Velha. Encontra-se integrada no Parque Natural da Ria Formosa. Caracteriza-se pela sua grande extensão, pelas suas águas tépidas e calmas durante o período estival e pela beleza das suas paisagens.

## Acesso
O acesso é pedonal, caminhando algumas centenas de metros para poente, a partir da praia da Manta Rota e atravessando a vau a barra que a separa da ilha frente a Cacela Velha; alternativamente, alguns turistas optam por pedir a um pescador para fazer a travessia da Ria Formosa. Durante os meses de verão, no Sítio da Fábrica, pequena aldeia piscatória próxima de Cacela Velha, alguns pescadores fazem travessias regulares da ria para a Praia da Fábrica. Devido à abertura de uma nova barra em 2010, a península de Cacela sofreu uma redução da sua extensão e foi criado um ilhéu arenoso a sul da aldeia da Fábrica; nessa pequena ilha-barreira situa-se a afamada praia da Fábrica.

## Aspetos Naturais
A praia localiza-se numa ilha-barreira de areia fina e branca, que constitui uma barreira física contra o avanço do mar e que protege as águas calmas e pouco profundas da Ria Formosa. As dunas são cobertas por diversas espécies de plantas, que permitem a sua fixação.
A paisagem é muito bela; é possível vislumbrar a Baía de Monte Gordo, a igreja e a fortaleza de Cacela Velha, a Ilha de Tavira, a Ilha de Cabanas, as elevações da serra algarvia, bem como o Cerro de São Miguel.

## Turismo
Em 2009 a praia de Cacela Velha foi considerada uma das dez melhores praias da Europa para a prática de caminhadas.
A península arenosa, devido ao seu isolamento, encontra-se afastada das grandes enchentes de turistas que caracterizam outras estâncias balneares da região. Por este motivo é muito frequentada pelos amantes do naturismo.
Apesar das limitações impostas pela área protegida, algumas fortunas mundiais têm investido na região, como Teresa Heinz Kerry, casada com John Kerry.
A praia de Cacela Velha é também popular entre a comunidade gay e lésbica, sendo considerada a melhor praia do país para este segmento turístico, a par da praia 19 da Costa de Caparica. A praia figura em diversos guias LGBT nacionais e estrangeiros. 

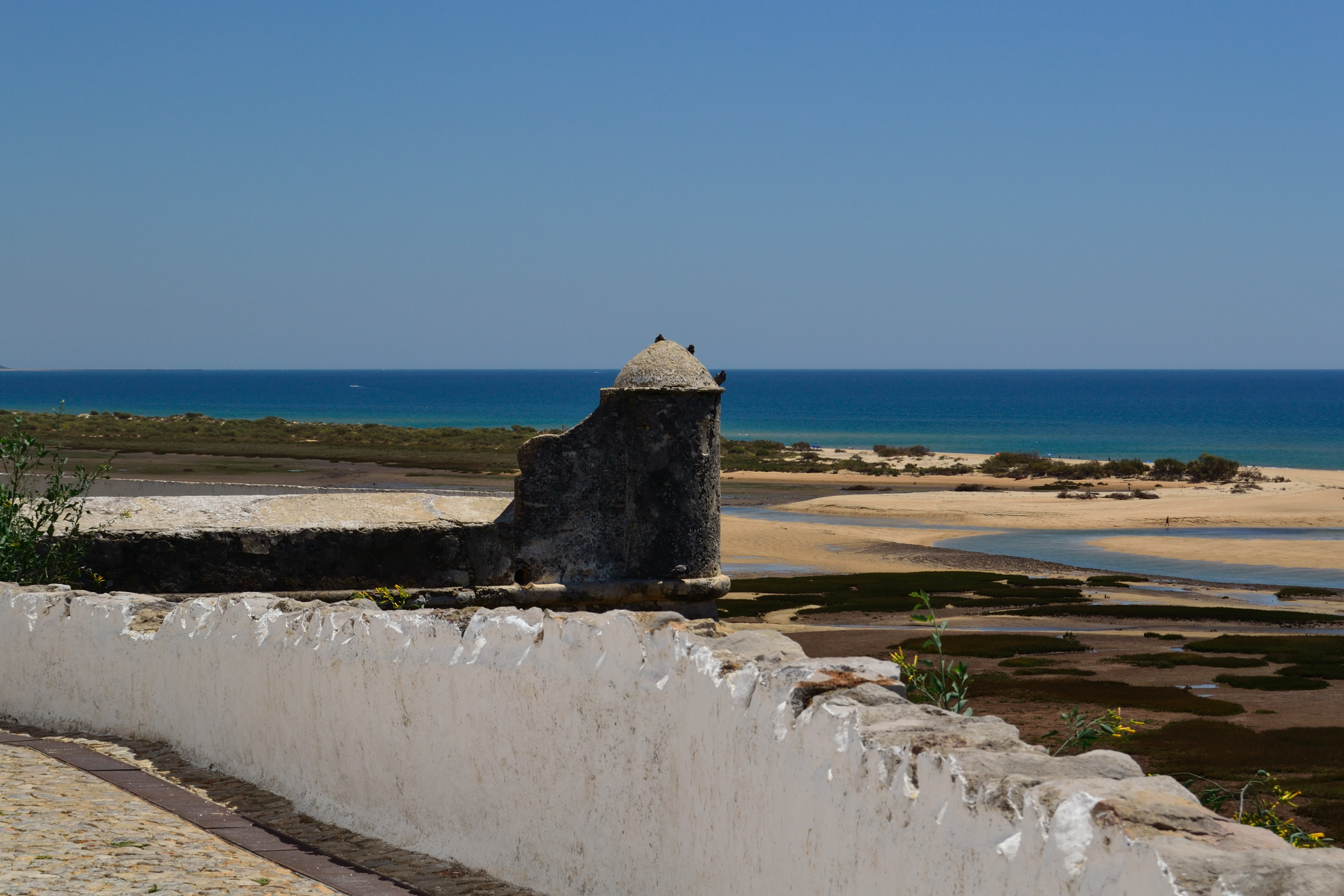
A praia vista de Cacela Velha.